# Macario Gómez Quibus
 (août 2025).
Si vous disposez d'ouvrages ou d'articles de référence ou si vous connaissez des sites web de qualité traitant du thème abordé ici, merci de compléter l'article en donnant les références utiles à sa vérifiabilité et en les liant à la section « Notes et références ».
Macario Gómez Quibus, né le 8 mars 1926 à Reus et mort le 20 juillet 2018 à à Olesa de Montserrat, est un artiste espagnol ; des années 1950 aux années 1980, il est l’auteur, sous le pseudonyme « Mac », de plusieurs milliers d’affiches de cinéma, notamment pour de nombreux films américains ; parmi les plus célèbres, on retiendra les affiches des films Les Dix Commandements (1956) de Cecil B. DeMille, Certains l’aiment chaud (1959) de Billy Wilder, Psycho (1960) d’Alfred Hitchcock, James Bond 007 contre Dr No (1962) de Terence Young, ou encore Docteur Jivago (1965) de David Lean et Et pour quelques dollars de plus (1965), de Sergio Leone…

## Biographie
En 1935, il est brièvement inscrit à l’école des Beaux-Arts de Reus, jusqu’au début de la guerre civile espagnole (1936). Installé après la guerre à Barcelone, il découvre l’œuvre de Mariano Fortuny, qu’il copie au Musée d’art moderne de Barcelone; il s’inscrit à cette époque à l’école des Beaux-Arts de Barcelone. C’est à cette époque aussi qu’il débute dans le graphisme publicitaire pour la promotion des films. Enrôlé au service militaire en 1947, il continue néanmoins à travailler occasionnellement dans la publicité.
A partir des années 1950, Il collabore régulièrement avec les sociétés qui organisent la diffusion des films hollywoodiens en Espagne (Paramount, Metro-Goldwyn-Mayer) ; il est remarqué en 1956 pour la création de l’affiche d’Ivanhoé pour la Metro-Goldwyn-Mayer.
Sa carrière est dès lors lancée : Macario Gómez Quibus devient pendant une trentaine d’années l’un des plus prolixes et célèbres affichistes espagnols, dont la réputation va bien au-delà de son pays natal, et de Barcelone où il était installé.
En 2013, Macario Gómez Quibus est élu membre honoraire de l’Académie du cinéma catalan. En 2014, il est décoré de la Creu de Sant Jordi par la Généralité de Catalogne, en hommage à sa contribution au cinéma.

## Affiches de cinéma
Macario Gómez Quibus a réalisé plus de 4000 affiches, faisant preuve d’une inventivité sans cesse renouvelée ; il utilise des codes graphiques variés : dessin « réaliste » ou style humoristique inspiré de la bande dessinée, insertion de photographies dans la composition, expressivité des lettrages, …
- 1940 : Rebecca, d'Alfred Hitchcock
- 1942 : Casablanca, de Michael Curtiz
- 1947 : Retorno al pasado, de Jacques Tourneur
- 1948 : Fort Apache, de John Ford
- 1949 : El Tercer Hombre, de Carol Reed

### Années 1950
- 1950 : 
  - Camino de la Horca, de Raoul Walsh
  - Rio Grande, de John Ford
- 1951 :
  - Brigada, de William Wyler
  - High Noon, de Fred Zinnemann
  - Un Lugar en el Sol, de George Stevens
  - Un tranvía llamado Deseo, d'Elia Kazan
- 1953 :
  - Alteza Real, de Harald Braun
  - Ilusion de Medianoche, de Roger Richebé
- 1955 : Lola Montès, de Max Ophüls
- 1956 :
  - Amores de un impostor, de Charles Martin
  - Angela, de Léo Joannon
  - Baby Doll, d'Elia Kazan
  - Eddy Duchin, de George Sidney
  - El Cisne, de Charles Vidor
  - Elena y los Hombres, de Jean  Renoir
  - Falso Culpable, d'Alfred Hitchcock
  - La Bruja, d'André Michel
  - The Ten Commandments, de Cecil B. DeMille
- 1957 : Delincuentes, de Juan Fortuny
- 1958 :
  - Brumas de Inquietud, de Lewis Allen
  - Cenizas y Diamantes, d'Andrzej Wajda
  - El Cristo de los Faroles, de Gonzalo Delgrás
  - Eva, de Henri Aisner
  - La Gata sobre un tejado de zinc, de Richard Brooks
- 1959 :
  - A sangre fría, de Juan Bosch
  - Carmen de la Ronda, de Tulio Demicheli
  - Chao chao Bambina, de Sergio Grieco
  - La Hora final, de Stanley Kramer
  - Some like it hot, de Billy Wilder

### Années 1960
- 1960 :
  - El Bosque de los amantes, de Claude Autant-Lara
  - El Cochecito, de Marco Ferreri
  - La Millionaria, d'Anthony  Asquith
  - La Vérité, de Henri-Georges Clouzot
  - Psycho, d'Alfred Hitchcock
- 1961 :
  - Acabo de matar a un hombre, de Léonide Moguy
  - Alerta en el cielo, de Luis César Amadori
  - Cada minuta cuenta, de Sidney Hayers
  - Cinco horas doradas, de Mario Zampi
  - Cinco marinos contra cien chicas, de Mario Mattoli
  - Constantino el Grande, de Lionello De Felice
  - Del cielo ha caido una estrella, de Géza von Cziffra
  - Dia tras dia, desesperadamente, d'Alfredo Giannetti
  - El Cid, d'Anthony  Mann
  - El milagro de los lobos, d'André Hunebelle
  - El rostro impenetrable, de Marlon Brando
  - El terror de los Tongs, d'Anthony  Bushell
  - El ultimo atardecer, de Robert Aldrich
  - Gorgo, de Eugène Lourié
  - Il Re dei Re, de Nicholas Ray
  - Julia y el celacanto, d'Antonio Momplet
  - King of Kings, de Nicholas Ray
  - La Cita, de Jean  Delannoy
  - La guerra de Troya, de Giorgio Ferroni
  - Los Cuervos, de Julian Coll
  - No me digas adios, d'Anatole Litvak
  - Pachín, de Arturo Ruiz-Castillo
  - Pecado de amor, de Luis César Amadori
  - Plan 402, de Melville Shavelson
  - Rey de Reyes, de Nicholas Ray
  - Romulo y Remo, de Sergio  Corbucci
  - Sombras de sospecha, de Michael Anderson
  - Todo en una noche, de Joseph Anthony
  - Un espia en Hollywood, de Jerry Lewis
  - Un gangster para un milagro, de Frank Capra
  - Uno, dos, tres, de Billy Wilder
  - Vidas Rebeldes, de John Huston
  - Viva Italia, de Roberto Rossellini
- 1962 :
  - A sangre y fuego, de Fernando Cerchio
  - Agente 007 contra el Dr. No, de Terence Young
  - Anima Nera, de Roberto Rossellini
  - Bahia de Palma, de Juan Bosch Palau
  - Ejercicio para cinco dedos, de Daniel Mann
  - El dia mas largo, de Ken Annakin
  - El hombre que no queria ser santo, d'Edward Dmytryk
  - El maravilloso mundo de los hermanos Grimm, de Henry Levin
  - El milagro de Anna Sullivan, d'Arthur Penn
  - Electra, de Michael Cacoyannis
  - Ese maravilloso mundo, de Hermann Leitner
  - Espia por mandato, de George Seaton
  - La escapada, de Dino Risi
  - La gran familia, de Fernando Palacios
  - La Habitacion en forma de L, de Bryan Forbes
  - La mascara de hierro, de Henri Decoin
  - La misteriosa dama de negro, de Richard Quine
  - La obsesion, de Roger Corman
  - La reina del Chantecler, de Rafael Gil
  - Llovidos del cielo, d'Arturo Ruiz-Castillo
  - Los culpables, de Josep Maria Forn
  - Los desamparados, d'Antonio Santillan
  - Los ladrones de la Luna, de Jan Batory
  - Mensajero del miedo, de John Frankenheimer
  - Mi dulce geisha, de Jack Cardiff
  - Panorama desde el puente, de Sidney Lumet
  - Sucedio en Atenas, d'Andrew  Marton
  - Tres sargentos, de John Sturges
  - Un abismo entre los dos, d'Anatole Litvak
  - Une famille explosive, de Fernando Palacios
- 1963 :
  - Acusacion de asesinato, de Boris Sagal
  - Apártate, cariño, de Michael Gordon
  - Carta a una mujer, de Miquel Iglesias Bonns
  - Desde Rusia com amor, de Terence Young
  - El Canario amarillo, de Buzz Kulik
  - El cardenal, d'Otto Preminger
  - El Exito, de Dino Risi et Mauro Morassi
  - El Gatopardo, de Luchino Visconti
  - El Verdugo, de Luis García Berlanga
  - Juego de hombres, de José Luis Gamboa
  - La maldicion amarilla, de Franz Josef Gottlieb
  - La pantera rosa, de Blake Edwards
  - Las aventuras de Simbad, de Byron Haskin
  - Las tres caras del miedo, de Mario Bava
  - Los guerilleros, de Pedro Luis Ramirez
  - Los mangantes, de Lucio Fulci
  - Los reyes del sol, de J. Lee Thompson
  - Monstruos de hoy, de Dino Risi
  - No temas a la ley, de Víctor Merenda
  - Nuevas amistades, de Ramón Comas
  - Nueve horas de terror, de Mark Robson
  - Operación: Embajada, de Fernando Palacios
  - Samantha, de Melville Shavelson
  - Tom Jones, de Tony Richardson
  - Tres Danesas en Paris, de Gabriel Axel
- 1964 :
  - Becket, de Peter Glenville
  - El Gendarme de Saint-Tropez, de Jean  Girault
  - La Belle Lola, d'Alfonso Balcázar
  - La Ley de los sin ley, de William F. Claxton
  - Los Paraguas de Cherburgo, de Jacques Demy
- 1965 :
  - Doctor Zhivago, de David Lean
  - El espía que surgió del frío, de Martin Ritt
  - La muerte tenia un precio, de Sergio  Leone
  - La vida vale más, de Sydney Pollack
  - Puente de coplas, de Santos Alcocer
  - Sous le ciel d'Andalousie, de Santos Alcocer
- 1966 :
  - El halcón y la presa, de Sergio  Sollima
  - La busca, d'Angelino Fons
- 1967 :
  - Bonnie y Clyde, d'Arthur Penn
  - Hampa dorada, de Gordon Douglas
- 1968 :
  - Ceremonia secreta, de Joseph Losey
  - Cometieron dos errores, de Ted Post
  - El caso de las dos bellezas, de Jesús Franco
  - La novia vestia de negro, de François Truffaut
  - Las secretarias, de Pedro Lazaga
- 1969 : Candida pero no tanto, de Desmond Davis

### Années 1970
- 1971 :
  - Asesino implacable, de Mike Hodges
  - Dracula y las mellizas, de John Hough
- 1972 :
  - La Papisa Juana, de Michael Anderson
  - Naves misteriosas, de Douglas Trumbull
  - Sueños de un seductor, de Herbert Ross
- 1973 : Ana y los lobos, de Carlos Saura
- 1974 :
  - El pantano de los cuervos, de Manuel Caño
  - Lucky Luciano, de Francesco Rosi
- 1975 :
  - ¿Quién mató a Bruce Lee?, de Lu Chin-ku
  - Africa Express, de Michele Lupo
  - Capone, de Steve Carver
  - Culpable sin rostro, de Michael Anderson
  - De profesión: polígamo, d'Angelino Fons
  - El adúltero, de Ramón Fernández
  - El gitano, de José Giovanni
  - Eva, ¿qué hace ese hombre en tu cama?, de Tulio Demicheli
  - Los buenos días perdidos, de Rafael Gil
  - Un detectivo curioso, de Peter Hyams
  - Yo soy Fulana de Tal, de Pedro Lazaga
- 1976 :
  - Bugsy Malone, d'Alan Parker
  - Cuando los maridos se iban a la guerra, de Ramón Fernández
  - El alijo, d'Ángel del Pozo
  - El corsario escarlata, de James Goldstone
  - El decapendón, de Robert William Young
  - El límite del amor, de Rafael Romero Marchent
  - El regodeo, de Luigi Comencini
  - Guerreras verdes, de Ramón Torrado
  - La casa de la colina de Paja, de James Kenelm Clarke
  - La Duquesa y el Truhan, de Melvin Frank
  - La muerte ronda a Mónica, de Ramón Fernández
  - Las picaras aventuras de Tom Jones, de Cliff Owen
  - Locuras de un matrimonio burgues, de Claude Chabrol
  - Los ídolos también aman, de Sidney J. Furie
  - Los mercenarios de los diamantes, de Val Guest
  - Marcha triunfal, de Marco Bellochio
  - Más allá del deseo, de José Antonio Nieves Conde
  - Nacido para el Infierno, de Denis Héroux
  - Panico en el estadio, de Larry Peerce
  - Secuestro, de León Klimovsky
  - Volvoreta, de José Antonio Nieves Conde
- 1977 :
  - Aventuras de un detectivo privado, de Stanley Long
  - Buscando al Sr. Goodbar, de Richard Brooks
  - Caperucita y Roja, de Aitor Goiricelaya
  - Carga maldita, de William Friedkin
  - Chely, de Ramón Fernández
  - Doña Perfecta, de César Fernández Ardavín
  - Dos hombres y, en medio, dos mujeres, de Rafael Gil
  - El castañazo, de George Roy Hill
  - El Hampa ataca, la policia responde, de Mario Caiano
  - En nombre del papa rey, de Luigi  Magni
  - Esposa de día, amante de noche, de Javier Aguirre
  - Io sono mia, de Sofia Scandurra
  - La mujer es un buen negocio, de Valerio Lazarov
  - Más allá del bien y del mal, de Liliana Cavani
  - Un hombre llamado Magnum, de Michele Massimo Tarantini
- 1978 :
  - Donde hay patrón, de Mariano Ozores
  - El Dinero de los demas, de Christian de Chalonge
  - El Gato y el Canario, de Radley Metzger
  - El perro de Baskerville, de Paul  Morrissey
  - El próximo año a la misma hora, de Robert Mulligan
  - Estimado Sr. juez..., de Pedro Lazaga
  - Gray Lady Down, de David Greene
  - La viuda indomable, de Lina Wertmüller
  - Puños fuera, de Steno
- 1979 :
  - Alejandra mon amour, de Julio Saraceni
  - Amanecer Zulu, de Douglas Hickox
  - Cerco roto, d'Andrew V. McLaglen
  - Dynamite Johnson, de Bobby A. Suarez
  - El planeta de los buitres, de Richard Compton
  - Escoria, d'Alan Clarke
  - La guerra de los misiles, de Leslie H.  Martinson
  - Sol ardiente, de Richard C. Sarafian
  - Voracidad, d'Antonio Margheriti

### Années 1980
- 1980 :
  - Caboblanco, de J. Lee Thompson
  - Doctor, ¿estoy buena?, de Michele Massimo Tarantini
  - El Largo Viernes Santo, de John Mackenzie
  - L'Ultimo Metro, de François Truffaut
  - Esperando a papá, de Vicente Escrivá
  - Holocausto caníbal, de Ruggero Deodato
  - La Furia de Chicago, de Robert Clouse
  - La Verdad sobre el caso Savolta, d'Antonio Drove
  - Los cántabros, de Paul Naschy
  - Mi guardaespaldas, de Tony Bill
  - Profesión: el especialista, de Richard Rush
  - Saturno 3, de Stanley Donen
  - The Fog, de John Carpenter
  - Un amor in primera clase, de Salvatore Samperi
- 1981 :
  - Aullidos, de Joe Dante
  - El ultimo harem, de Sergio Garrone
  - Estos zorros locos, locos, locos, de Peter Medak
  - La Leyenda de Bill Doolin, de Lamont Johnson
  - Llama me Mr. Charly, de Michael Schultz
  - Los Locos de Cannonball, de Hal Needham
- 1982 :
  - Adolescencia, de Germán Lorente
  - La vendedora de ropa interior, de Germán Lorente
  - Las chicas del bingo, de Julián Esteban
  - Panico, de Tonino Ricci
  - XVè Festival Internacional de Cinema Fantàstic i de Terror - 2 al 9 octubre 1982 - Sitges
- 1984 :
  - La gran quiniela, de Joaquin Coll Espona
  - Testimonio de Mujer, de Jacques Rouffio
  - XVIIè Festival Internacional de Cinema Fantàstic - 5 al 13 octubre 1984 - Sitges
- 1985 : Miedo azul de Daniel Attias
- 1986 : Re-Sonator, de Stuart Gordon
- 1988 : El placer de matar, de Félix Rotaeta